# Lismanselkä
Lismanselkä är en kulle i Finland. Den ligger i Rovaniemi i landskapet Lappland, i den norra delen av landet, 700 km norr om huvudstaden Helsingfors. Toppen på Lismanselkä är 201 meter över havet, eller 61 meter över den omgivande terrängen. Bredden vid basen är 4,2 km.
Terrängen runt Lismanselkä är huvudsakligen platt. Runt Lismanselkä är det mycket glesbefolkat, med 2 invånare per kvadratkilometer.